# Amphiura polita
Amphiura polita är en ormstjärneart som beskrevs av Jean Baptiste François René Koehler 1900. Amphiura polita ingår i släktet Amphiura och familjen trådormstjärnor. Inga underarter finns listade i Catalogue of Life.